# ألان كارتر (فيلسوف)
ألان كارتر (بالإنجليزية: Alan Carter)‏ هو فيلسوف بريطاني، ولد في 5 يوليو 1952 في لنكولنشاير في المملكة المتحدة.